# Перссон, Бертил
Нильс Бертил Александр Перссон (англ. Nils Bertil Alexander Persson; род. 10 ноября 1941 в г. Треллеборг, Швеция) — шведский педагог и гимнолог. Доктор теологии. Священник и председательствующий епископ Апостольской епископальной церкви (англ. The Holy Eastern Apostolic and Catholic Orthodox Church) в 1986—1998 годах под именем Мар Александр.
На протяжении 30 лет он был директором школы, работал педагогом, специализировавшимся на дислексии.
Является послом мира ЮНЕСКО и Федерации за всеобщий мир.
26 июня 2012 года его книга «Борьба против сект: идейные основы и их несостоятельность» в русском переводе была презентована в Центральном доме журналиста.

## Работы
- Перссон Б. Борьба против сект: идейные основы и их несостоятельность / пер. А. Курочкин ; авт. предисл. С. И. Иваненко.  М. : Древо жизни, 2012. 174 с. ISBN 978-5-91470-034-5